# Malcolmia triloba
Malcolmia triloba é uma espécie de planta com flor pertencente à família Brassicaceae. 
A autoridade científica da espécie é Spreng., tendo sido publicada em Syst. Veg. (ed. 16) (Sprengel) 2: 899. 1825.
Os seus nomes comuns são goiveiro-da-praia, goiveiro-do-reino, goivinho-da-praia ou goivos.

## Portugal
Trata-se de uma espécie presente no território português, nomeadamente os seguintes táxones infraespecíficos:
- Malcolmia triloba subsp. gracilima - presente em Portugal Continental. Em termos de naturalidade é endémica da região atrás referida. Encontra-se protegida por legislação portuguesa ou da Comunidade Europeia, nomeadamente pelo Anexo V da Directiva Habitats.
- Malcolmia triloba subsp. patula - presente em Portugal Continental. Em termos de naturalidade é nativa da regiao atrás referida. Não se encontra protegida por legislação portuguesa ou da Comunidade Europeia.
- Matthiola fruticulosa subsp. fruticulosa - presente em Portugal Continental. Em termos de naturalidade é nativa da regiao atrás referida. Não se encontra protegida por legislação portuguesa ou da Comunidade Europeia.